# Maoridotea naylori
Maoridotea naylori là một loài chân đều trong họ Chaetiliidae. Loài này được Jones & Fenwick miêu tả khoa học năm 1978.